# 天津工学院
天津工学院，1961年由天津机电学院、天津化工学院与天津建筑工程学院合并组建。1962年，1958年重新组建的河北工学院并入天津工学院，沿用天津工学院名称。1971年，天津工学院更名为河北工学院，是河北工业大学的前身。